# Dorbera
Il Dorbera è un torrente che scorre nell'omonima valle tributaria della Val Trebbia. Nasce presso il monte Alfeo a (1.651 m), scorre presso le frazioni del comune di Ottone di Bertone e Barchi e poi sfocia nel Trebbia nei pressi di Gorreto. Il suo percorso è per la maggior parte in provincia di Piacenza, entra in provincia di Genova nella parte terminale quando raggiunge Gorreto e il Trebbia.